# A Dominikai Közösség zászlaja
Dominika zászlaját 1978. november 3-án, a függetlenség elnyerésekor vonták fel először. A zászló zöld színű, rajta egy háromszínű (sárga-fekete-fehér) kereszttel, melyek metszéspontjában egy vörös korong van elhelyezve. A vörös korong közepén a sziget jelképe, a címerben is szereplő papagáj látható, csőrével a zászló repülőrésze felé fordulva. A papagájt 10 zöld csillag öleli körbe, melyek a sziget 10 egyházkerületét jelentik. A zászló oldalaránya 1:2.